# Kanton Lille-Nord-Est
Der Kanton Lille-Nord-Est war bis 2015 ein französischer Kanton im Arrondissement Lille, im Département Nord und in der Region Nord-Pas-de-Calais. Sein Hauptort war Lille. Vertreterin im Generalrat des Departements war zuletzt von 2011 bis 2015 Alexandra Lechner. Der Kanton Lille-Nord-Est hatte 52.503 Einwohner (Stand: 1. Januar 2012).

## Gemeinden
Er bestand aus einem Teil der Stadt Lille (angegeben ist hier die Gesamteinwohnerzahl, in Kanton lebten etwa 27.800 Einwohner) und der Gemeinde Mons-en-Barœul.
| Gemeinde       | Einwohner Jahr | Fläche km² | Bevölkerungsdichte | Code INSEE | Postleitzahl        |
| -------------- | -------------- | ---------- | ------------------ | ---------- | ------------------- |
| Lille          | 231.491 (2013) | –          | – Einw./km²        | 59350      | 59000; 59033; 59800 |
| Mons-en-Barœul | 21.513 (2013)  | –          | – Einw./km²        | 59410      | 59370               |